# 美濃屋甚三郎
美濃屋 甚三郎（みのや じんざぶろう、生没年不詳）とは江戸時代の江戸の地本問屋。

## 来歴
湧泉堂と号す。文政から天保年間に江戸の数寄屋橋通加賀町、京橋水谷町において地本問屋を営業している。式亭三馬作の滑稽本などを出版している。『江戸作者部類』によると、狂歌師であった美図垣笑顔の経営とされており、弘化3年（1846年）9月に58歳で没したといわれる。山崎平八が破産したため、『南総里見八犬伝』初輯から第五輯の版木を買い取り、文政10年（1827年）に柳川重信、渓斎英泉の作画により第六輯を、天保元年（1830年）に柳川重信、渓斎英泉作画によって第七輯をようやく出版した。あとで河内屋長兵衛に譲った。天保12年（1841年）に八犬伝版木入質事件を起こし、その版権を丁字屋に譲っている。

## 作品
- 式亭三馬作 『浮世風呂』四篇 滑稽本 文政3年（1820年）
- 柳川重信・渓斎英泉 『南総里見八犬伝』第六輯 文政10年（1827年）
- 柳川重信・渓斎英泉 『南総里見八犬伝』第七輯 天保元年（1830年）